# Liste der Kulturdenkmäler in Reckenroth
In der Liste der Kulturdenkmäler in Reckenroth sind alle Kulturdenkmäler der rheinland-pfälzischen Ortsgemeinde Reckenroth aufgeführt. Grundlage ist die Denkmalliste des Landes Rheinland-Pfalz (Stand: 8. Dezember 2023).

## Einzeldenkmäler
| Bezeichnung         | Lage                | Baujahr                | Beschreibung                                                               | Bild            |
| ------------------- | ------------------- | ---------------------- | -------------------------------------------------------------------------- | --------------- |
| Evangelische Kirche | Hauptstraße 15 Lage | 1738/39                | kleiner Saalbau, 1738/39, unter Einbeziehung der Reste einer Marienkapelle | Fotos hochladen |
| Wohnhaus            | Rheinstraße 7 Lage  | spätes 19. Jahrhundert | Fachwerkhaus, spätes 19. Jahrhundert                                       | Fotos hochladen |